# Phất cờ nam tiến
"Phất cờ nam tiến" là bài hát được sử dụng làm hiệu ca của Việt Nam Tuyên truyền Giải phóng quân. Bài hát sau đó được dùng phổ biến trong Cách mạng Tháng Tám cũng như Phong trào Nam tiến 1945-1946. Từ 1960-1975, bài hát được sử dụng làm nhạc hiệu của Chương trình phát thanh Quân đội Nhân dân Việt Nam của Đài Tiếng nói Việt Nam. Tác giả của bài hát là 1 đội viên Việt Nam Tuyên truyền Giải phóng quân Hoàng Văn Thái, người về sau trở thành Tổng Tham mưu trưởng đầu tiên của Quân đội Nhân dân Việt Nam.|

## Hoàn cảnh ra đời

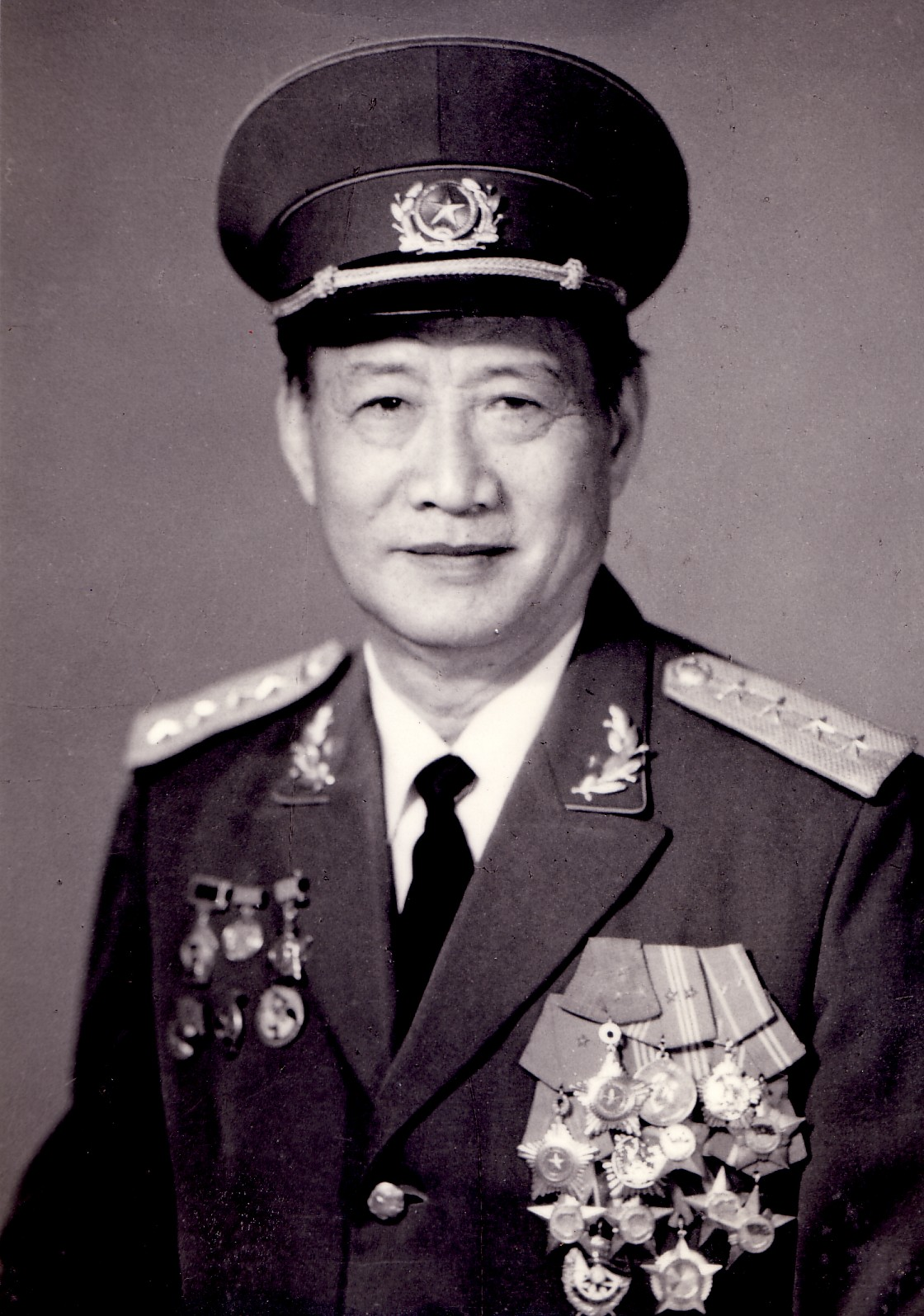
Tác giả Hoàng Văn Thái

Theo chỉ thị của lãnh tụ Việt Minh Hồ Chí Minh, cuối năm 1944, một số đội viên xuất sắc của các đội Cứu quốc quân và du kích Việt Minh được tập hợp để thành lập 1 đội vũ trang làm nhiệm vụ tuyên truyền lấy tên là Việt Nam Tuyên truyền Giải phóng quân. Nhận thấy việc nên có 1 nhạc hiệu cho đội, ông Võ Nguyên Giáp đã giao cho Hoàng Văn Thái, 1 đội viên của đội, về việc sáng tác 1 bài hát làm nhạc hiệu. Là 1 người có chút ít kiến thức về nhạc lý, ngay trong đêm 21/12/1944, trước ngày thành lập Đội, ông Hoàng Văn Thái đã sáng tác 1 bản hành khúc lấy tên là "Phất cờ nam tiến". Ngay chiều ngày hôm sau, bài hát lần đầu tiên được trình diễn trong buổi lễ tuyên thệ của Việt Nam Tuyên truyền Giải phóng quân.

## Nhanh chóng được phổ biến

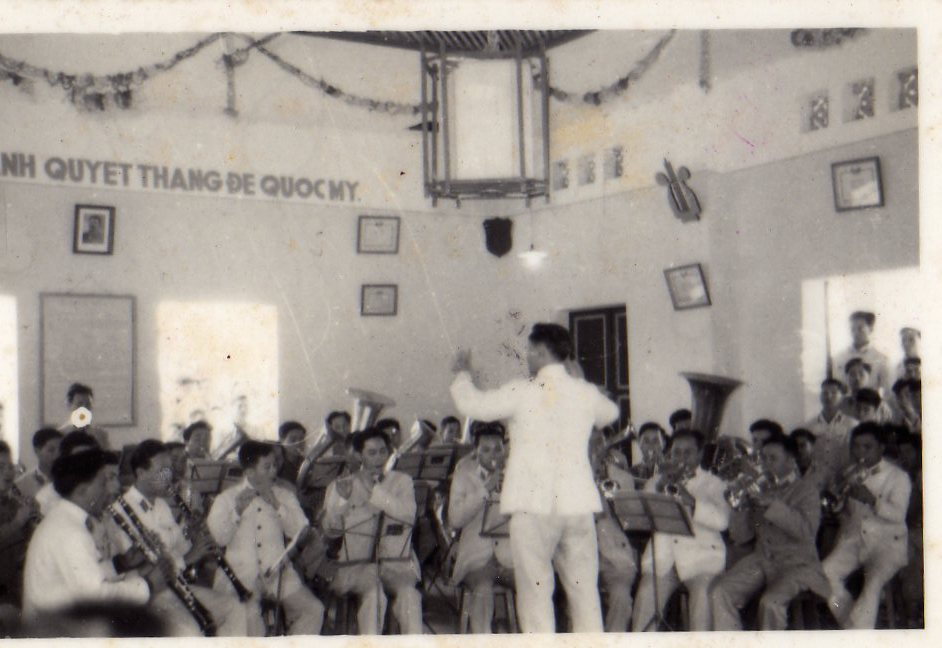
Đoàn quân nhạc chơi bài: Phất cờ nam tiến - Tết 1969

Sau những chiến thắng đầu tiên, Đội Việt Nam Tuyên truyền Giải phóng quân nhanh chóng phát triển thành cấp đại đội, nhiều đại đội. Bài hát "Phất cờ nam tiến" được sử dụng để tuyên truyền cổ vũ các đội vũ trang tiến về phía nam hỗ trợ giành chính quyền. Bài hát nhanh chóng được phổ biến lan rộng, nhất là sau khi các chi đội Việt Nam Giải phóng quân tiến về Hà Nội sau khi Cách mạng Tháng Tám thành công.
Sau khi người Pháp nổ súng tái chiếm Nam Bộ, một phong trào tình nguyện vào Nam chiến đấu gọi là Phong trào Nam tiến được phát động để chi viện nhân lực và vũ khí cho miền Nam. Bài hát một lần nữa được xem như là nhạc hiệu của phong trào, đến nỗi nhiều người không biết nguồn gốc của nó là từ đội Việt Nam Tuyên truyền Giải phóng quân.
Từ 1960-1975, bài hát được sử dụng làm nhạc hiệu của Đài phát thanh Quân đội Nhân dân Việt Nam. Bấy giờ, phối khí cho bài hát là Nghệ sĩ Nhân dân Đinh Ngọc Liên và Nghệ sĩ Nhân dân Trung Kiên đảm nhận phần trình bày.

## Lời
Cờ giải phóng phất cao mau thẳng tiến
Trời phía Nam dân chúng đang chờ ta
Cờ giải phóng phất cao mau thẳng tiến
Trời phía Nam dân chúng đang mong chờ.
Phong trào lên đang sục sôi chuẩn bị khởi nghĩa
Mau bước đều lên, tiến tới cho kịp thời cơ
Phong trào lên đang sục sôi chuẩn bị khởi nghĩa
Mau phất cờ lên tiến tới giành lấy chính quyền.
A! Quân dân ta reo hò
Cướp lấy chính quyền
Cứu lấy nước nhà
Tung cờ giải phóng, cờ giải phóng trên đất Thăng Long, trên thành Huế, trên Sài Gòn, mũi Cà Mau.
Tiến bước mau quân giải phóng
Tiến bước mau đập cho tan quân đế quốc Nhật-Pháp
Quyết đem máu hồng ta thề giành lấy non sông.